# Carla Giraldo
Carla Giraldo  (Medellín, Kolumbia, 1986. augusztus 30. –) kolumbiai színésznő, énekesnő és modell.

## Élete és pályafutása
1986. augusztus 30-án született Medellínben. Karrierjét 1999-ben kezdte a Me llaman Lolita című sorozatban. 2010-ben Latiffa szerepét játszotta a A klónban. 2011-ben Rosario szerepét játszotta a Los herederos Del Monte című telenovellában.

## Filmográfia

### Telenovellák
- 2014 - Nora.... Nora Acevedo Rojas
- 2013 - Los graduados .... Gabriela "Gaby" Torres
- 2011 - La traicionera .... Vanessa Ramirez
- 2011 - A del Monte örökösök (Los herederos Del Monte) .... Rosario Milán
- 2010 - A klón (El Clon) ....Latiffa Mebarak Hashim
- 2009 - Verano en Venecia .... Manuela Tirado Toledo
- 2006 - La diva .... Nicole
- 2005 - Juego limpio .... Claudia
- 2000 - Pobre Pablo .... Jenny Paola Guerrero
- 1999 - Francisco el matemático .... Tatiana Samper
- 1999 - Me llaman Lolita .... Lolita Rengifo (gyerek)

### Sorozatok
- 2013 - Cumbia Ninja .... Talita
- 2012 - La ruta blanca .... Francisca Rojas
- 2008 - Tiempo final .... Claudia Guerra
- 2004 - Enigmas del más allá .... Valeria Herrante